# Glyphicnemis townesi
Glyphicnemis townesi är en stekelart som beskrevs av Ciochia 1973. Glyphicnemis townesi ingår i släktet Glyphicnemis och familjen brokparasitsteklar. Inga underarter finns listade i Catalogue of Life.